# Pseudotaxus
Pseudotaxus es un género monotípico de arbusto perteneciente a la familia Taxaceae. Su única especie: Pseudotaxus chienii, es originaria de China.

## Descripción
Son arbustos que alcanzan un tamaño de 4 m de altura, la corteza marrón grisáceo, pelada en tiras. Las ramitas con hojas ovales o elípticas, de 2.2-5 × 1.2-3.2 cm, de color verde o amarillo-verdoso en 1.er año, de color verde oscuro en el segundo, cilíndricas,  mucronadas. Polinización a finales de marzo-mayo, las semillas maduran en octubre.

## Hábitat y distribución
Se encuentra en los bosques siempreverdes y los bosques caducifolios de hoja ancha, en el norte de Guangdong, Guangxi, Hunan, Jiangxi y Zhejiang, también se cultiva en Zhejiang (Hangzhou), etc) como planta ornamental.

## Usos
Es una especie rara. La madera se utiliza como material para la talla y para la fabricación de utensilios.

## Taxonomía
Pseudotaxus chienii fue descrita por (W.C.Cheng) W.C.Cheng y publicado en Research Notes, Forestry Institute; National Central University, Nanking. Dendrological Series 1: 1, en el año 1947.
Sinonimia
- Nothotaxus chienii (W.C.Cheng) Florin
- Pseudotaxus chienii subsp. liana (Silba) Silba
- Pseudotaxus liana Silba
- Taxus chienii W.C.Cheng[3]